# باربرا باركر (كاتبة)
باربرا باركر (بالإنجليزية: Barbara Parker)‏ (28 يناير 1947، كولومبيا في الولايات المتحدة - 7 مارس 2009، بوكا راتون في الولايات المتحدة)؛ كاتِبة، محامية وروائية أمريكية.

## روابط خارجية
- باربرا باركر على موقع IMDb (الإنجليزية)